# Code Geass: Lelouch of the Rebellion
Code Geass: Lelouch of the Rebellion (jap. コードギアス 反逆のルルーシュ, Kōdo Giasu: Hangyaku no Rurūshu für Code Geass: Hangyaku no Lelouch) ist eine vom Studio Sunrise produzierte Anime-Fernsehserie, die unter der Leitung des Regisseurs Gorō Taniguchi zusammen mit dem Drehbuchautor Ichirō Ōkouchi entstand. Fortgesetzt wurde die 25 Folgen umfassende Serie durch eine zweite Staffel mit dem Titel Code Geass: Lelouch of the Rebellion R2, sowie die fünfteilige OVA Code Geass: Akito the Exiled. Es erschien ein dreiteiliges Kinofilm-Remake des TV-Anime, wobei der erste Film den Titel Code Geass: Lelouch of the Rebellion I - Initiation (コードギアス 反逆のルルーシュ 興道 Code Geass - Hangyaku no Lelouch - Kōdō, "Code Geass: Lelouch of the Rebellion: The Awakening Path") trug - er erschien am 21. Oktober 2017.
Der zweite Film wurde am 10. Februar 2018 veröffentlicht. Der dritte Kompilationsfilm wurde am 26. Mai 2018 in die Kinos gebracht.
Jeder Film hat mehrere Änderungen an der Handlung, wie Taniguchi feststellte, um ihm mehr ein "Was wäre wenn" -Szenario zu geben, das zu dem neuen Film führt.
So erschien 2019 der Film Code Geass: Lelouch of the Re;surrection.

## Handlung

### Szenario

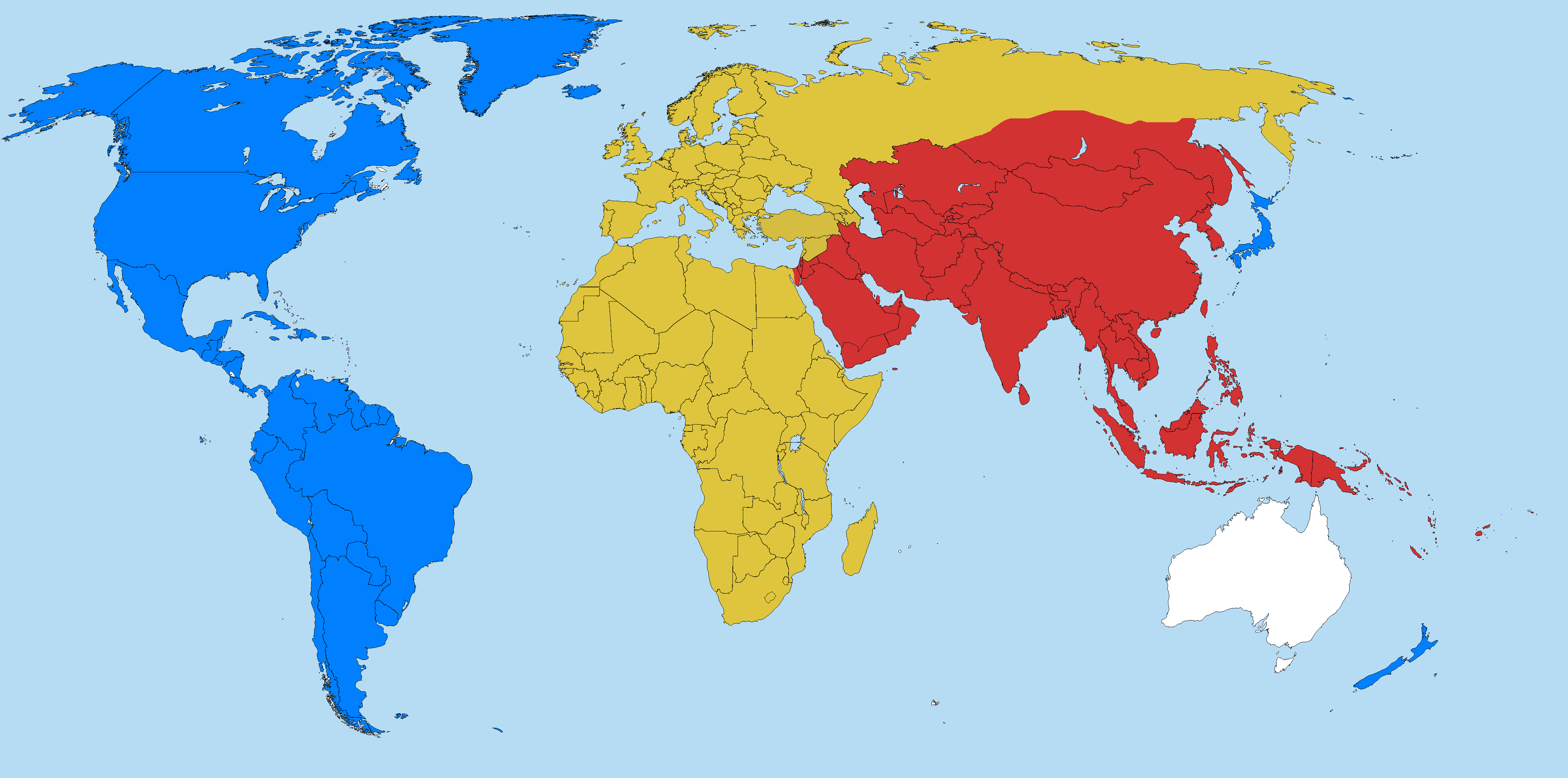
Karte der Welt von Code Geass nach der Invasion Japans.
Heilige Britannische Reich
Euro Universe (E.U.)
Chinesische Föderation

In einer alternativen Realität des Jahres 2010 a.t.b. (1955 n. Chr.) hat das Heilige Britannische Reich (神聖ブリタニア帝国, Shinsei Buritania Teikoku) Japan in weniger als einem Monat erobert, das fortan, seines Namens beraubt, als Area 11 existiert. Seine Einwohner werden fortan Elevens genannt und gelten als Einwohner dritter Klasse, neben Britanniern und den für die Britannier arbeitenden „Britanniern ehrenhalber“ (Honorary Britannians). Im Jahr 2017 a.t.b. kämpfen kleinere Widerstandszellen sowie die Japanische Befreiungsfront (日本解放戦線, nippon kaihō sensen) gegen die britannische Besatzungsmacht.
Die dominierende Waffengattung sind die Knightmare Frames (jap. ナイトメアフレーム), große bemannte Mech-Kampfroboter, deren Energiequelle das seltene Sakuradit (jap. サクラダイト) -Mineral ist, dessen Hauptvorkommen in Japan liegen. Ihr weitentwickeltes Antriebssystem basiert auf Sakuradit, auch Yggdrasil-Drive genannt. Sakuradit war der Hauptgrund für den Überfall des britannischen Reiches auf Japan, da damit bei Raumtemperatur funktionierende Supraleiter hergestellt werden können.
Nachdem der Vater von Lelouch Lamperouge, eigentlich Lelouch vi Britannia und 17. Thronfolger des britannischen Reiches, der britannische Kaiser Charles zi Britannia, nichts zur Aufklärung im Mordfall seiner Mutter, Kaiserin Marianne vi Britannia, unternahm und Lelouch sowie seine nach der Ermordung ihrer Mutter blinde und gelähmte Schwester Nunnally als Geiseln nach Japan schickte, schwor sich Lelouch die Zerstörung des britannischen Reiches. Seine Schwester und er kommen unter dem Schutz der geachteten Ashford-Familie auf dem Gelände der Ashford-Academy unter und nehmen den Nachnamen ihrer toten Mutter an. 2017 begegnet er dem mysteriösen Mädchen C.C., welches ihm das Geass verleiht, von ihr selbst Die Macht des Königs (jap. 王の力, Ō no Chikara) genannt. Mit dessen Kraft kann er jeder Person seinen Willen aufzwingen. Lelouch will eine Welt erschaffen, in der schwächere Gesellschaftsmitglieder, vor allem seine Schwester Nunnally, ohne Gefahren leben können, sowie den Tod seiner Mutter rächen. Diese Weltanschauung steht im Gegensatz zu der des britannischen Kaisers, der auf das Recht des Stärkeren baut.
Das fiktive Universum von Code Geass wird von drei Machtblöcken dominiert: Dem Heiligen Britannischen Reich, dem Euro Universe bzw. E.U. (jap. ユーロ・ユニバース, Yūro Yunibāsu) und der Chinesischen Föderation (jap. 中華連邦, Chūka Renpō). Das Britannische Reich erstreckt sich über Amerika, Grönland, Japan (Area 11), die Indochinesische Halbinsel (Area 10), Neuseeland und Teile des Nahen Ostens (Area 18).
Im Manga selbst wird auch auf die geschichtliche Entwicklung hingewiesen, im Anime kommt dies nahezu kaum vor. Die britannische Monarchie hat ihre Wurzeln im keltischen König Eowyn, welcher 55. v. Chr. die britischen Stämme unter sich vereinigte und die Invasion der Römer unter Julius Caesar zurückwarf. Das britannische Reich existiert fortan als absolute Monarchie auf den britischen Inseln. Sein Goldenes Zeitalter hat es unter König Heinrich IX., der aus einer Beziehung zwischen Elisabeth I. und einem englischen Adeligen hervorgeht. Jakob VI. von Schottland bleibt somit weiterhin nur König von Schottland.
Britannia besticht 1825 a.t.b. Benjamin Franklin, welcher daraufhin Ludwig XVI. von Frankreich um militärische Unterstützung im Unabhängigkeitskrieg ersucht. In der Folge verlieren die US-Truppen die Schlacht von Yorktown, George Washington stirbt und die Unabhängigkeitsbewegung ist zu Ende. Nach einigen Revolutionen auf dem europäischen Festland gewinnt der aufstrebende Napoleon Bonaparte jedoch die Schlacht von Trafalgar und zwingt die britische Kaiserin Elizabeth III. zur Flucht nach Edinburgh. Dort dankt sie zunächst ab, wird aber dann von ihrem Liebhaber Ricardo von Britannia und einem Freund nach Nordamerika gebracht und errichtet eine neue Hauptstadt an der Nordostküste Nordamerikas.
Das E.U. kontrolliert Kontinentaleuropa, Afrika mit Madagaskar, die britischen Inseln sowie Nordsibirien. Die Chinesische Föderation umfasst China, Südsibirien, die Mongolei, Indien sowie den Großteil Südostasiens.

### Staffel 1
Während einer Spritztour mit seinem Schulfreund Rivalz wird Lelouch, der unter falschem Namen auf die Ashford-Akademie geht, unfreiwillig in ein Gefecht zwischen japanischen Widerstandskämpfern und britannischen Besatzungstruppen gezogen. Er trifft dabei seinen Jugendfreund Suzaku Kururugi wieder, den Sohn des letzten japanischen Premierministers, der jetzt als Fußsoldat für Britannien tätig ist. Er befreit C.C. aus einer Versuchseinrichtung, welche ihm kurz vor ihrer Erschießung durch einen Britannischen Soldatentrupp das Geass verleiht. Ihm wird klar, dass er als Träger seines Geass der Einzige ist, der die Welt verändern, das Britannische Reich zerschlagen und ein lebensfreundliches Umfeld und Schutz für seine erblindete, gelähmte Schwester Nunnally schaffen kann. Nachdem er den Soldaten den Suizid befohlen hat, beschafft er sich einen Knightmare und übernimmt das Kommando über die japanischen Kämpfer. Er legt sich eine Verkleidung sowie den Decknamen Zero zu und gründet den Orden der Schwarzen Ritter. Dies zwingt den Befehlshaber und Generalgouverneur von Japan und 4. Thronfolger des britannischen Reiches, Clovis la Britannia, auf die neue Knightmare-Einheit Lancelot zurückzugreifen. Lelouch schafft es jedoch, sich Zutritt zu Clovis’ Kommandozentrale zu verschaffen und tötet ihn, nachdem er erfolglos unter Einsatz des Geass den Mörder seiner Mutter hatte erfahren wollen.
Suzaku verhindert währenddessen als Pilot des Lancelots einen Sieg der japanischen Rebellen, wird aber danach als Sündenbock für den Tod von Clovis verantwortlich gemacht. Kurz vor seiner Exekution wird er von Lelouch befreit, der den Widerstand koordiniert. Suzaku lehnt es allerdings ab, mit ihm zusammenzuarbeiten, da seiner Meinung nach ein Wandel nicht mit Gewalt, sondern von innen heraus erfolgen muss. Die Folge dieser Meinungsverschiedenheit ist ein Krieg auf Leben und Tod.

### Staffel 2
Ein Jahr zog nach Zeros Niederlage ins Land, er lebt gespeist mit falschen Erinnerungen zusammen mit Rolo, einem Attentäter, der ein Geass besitzt, welches das subjektive Zeitempfinden anhalten kann und der mithilfe von falschen Erinnerungen Nunnallys Platz einnahm, Shirley, Millay, Rivalz und den anderen ein friedliches Studentenleben. Bei seinen Glücksspielen kommt er auch in den Babel Tower, in dem er in die Fänge der überlebenden Schwarzen Ritter gerät, die von Kallen, seiner Elitekämpferin, Urabe, dem letzten Überbleibsel der Japanbefreiungsfront und C.C., angeführt werden. C.C erweckt sein früheres Ich wieder, gibt ihm seine Erinnerungen und sein Geass wieder, das sein Vater einst versiegelte. Er muss jedoch sein gefälschtes Leben weiterführen, da Nunnally von seinem Vater als Geisel gehalten wird, und er verbündet sich des Weiteren mit Rolo und macht ihm Glauben, dass sie als Brüder eine Zukunft als freie Menschen hätten, obwohl er ihn lediglich als Werkzeug benutzt.
Im Fortlauf gelingt es „Zero“ sich und seine Anhänger aus Japan verbannen zu lassen, einen Krieg mit dem Chinesischen Führungsmächten zu beginnen der eine Revolution und die Gründung der Vereinten Föderation der Nationen die dem Heiligen Britannischem Reich den Krieg erklärt.
Zur Wende kommt es, als Lelouch glaubt, während des Einsatzes des FLEJA-Sprengkopfes seine Schwester verloren zu haben und gleichzeitig Prinz Schneitzel den Schwarzen Rittern Zeros tatsächliche Identität und dessen Geass offenbart. Rolo opfert sich, um Lelouch die Flucht zu ermöglichen, und dieser verbündet sich mit dem desillusionierten Suzaku, um die Macht im Britannischen Reich zu ergreifen. Da ihnen das auch gelingt, steht Lelouch nun selbst auf dem Platz des Herrschers jener Großmacht, die er eigentlich vernichten wollte, und plant die Zerstörung der Schwarzen Ritter, denen wiederum nun Schneitzel und die lebendige Nunnally angehören. Schneizel zerstört die Hauptstadt Britannias Pendragon mit einem verstärkten FLEJA-Sprengkopf. Suzaku vernichtet mit seinem neuen Knightmare dem Lancelot Albion den Knight of One Bismarck Waldenstein und die restlichen Knights of the Round. Es kommt zum Endkampf in Japan zwischen Britannia und den Schwarzen Rittern.
Lelouch gewinnt die Schlacht, als er die Kontrolle über Damocles gewinnt, mit dem es möglich ist, Fleja-Sprengköpfe massenhaft auf die ganze Welt abzufeuern.
Lelouch ist nun der uneingeschränkte Herrscher der Welt, es gibt nur eine kleine Widerstandszelle. Um den Frieden für immer zu sichern, hat Lelouch durch seine Taten den Hass der ganzen Welt auf sich gezogen und lässt sich von seinem Freund Suzaku in der Verkleidung von Zero öffentlich vermeintlich töten.

## Figuren
Lelouch Lamperouge (ルルーシュ・ランペルージ, Rurūshu Ranperūji)Lelouch ist der Sohn des 98. britischen Kaisers Charles zi Britannia und der Kaiserin Marianne. Nach dem Tod seiner Mutter wurde er zusammen mit seiner Schwester Nunnally nach Japan verkauft. Dort traf er zum ersten Mal Suzaku, der mit der Zeit sein bester Freund wurde. Als schließlich Japan von Britannien besetzt und zum Area 11 umbenannt wurde, schwor er sich, seinen Vater zu stürzen und für Nunnally eine friedliche Welt zu schaffen. Offiziell ist er bei der Invasion Britanniens mit seiner Schwester gestorben, doch er wird von der Ashford Familie beschützt, die bereits seine Mutter Marianne unterstützt hat.
C.C.C.C. ist eine der zwei Unsterblichen, die zu Zeiten Lelouchs auf Erden wandeln. Sie ist außerdem die ehemalige Anführerin des Geass-Kultes, verließ diesen jedoch, da sie mit den Ansichten V.V.s nicht einverstanden war. Lelouch wird von ihr auch in vielen Situationen unterstützt, da sie ihrer Aussage nach Komplizen seien und es für sie ein Problem darstellen würde, wenn Lelouch tot wäre, da er dann ihren Vertrag nicht mehr erfüllen könne. Dieser Vertrag besagt, dass Lelouch ihren größten Wunsch erfüllen solle, den, sie von ihrem Leben zu erlösen. Man kann vermuten, dass es derselbe Wunsch ist wie der Nonne, die früher C.C. ein Geass gab und durch C.C.s Hand starb. Außerdem entwickelte sie im Laufe der Zeit Gefühle für Lelouch und unterstützte ihn bis zum Ende.

### Die Studenten
Die Studenten der Ashford Academy, mit Standort in Area 11. Nur geehrte Briten und andere dürfen sie betreten und dort studieren. Die einzige Ausnahme ist Kururugi Suzaku, Lelouchs bester Freund, der um ihn zu überwachen ebenfalls der Ashford Academy beitrat.
Milly Ashford (ミレイ・アッシュフォード, Mirei Asshufōdo)Präsidentin des Schülerrates der Akademie. Versteckt sich hinter ihrem Namen, wenn Probleme auftreten, da ihr Vater ein hohes Tier in der Politik ist. Sie versucht bei jeder Gelegenheit, Lelouch zu verkuppeln und ist mit Graf Lloyd, dem Entwicklungsbeauftragten des Britannischen Militärs, verlobt. Im Laufe der Serie löst sich diese Verbindung auf, sie verlässt die Schule und arbeitet fortan als Wetteransagerin beim Fernsehen.
Shirley Fenette (シャーリー・フェネット, Shārī Fenetto)Ist seit langem in Lelouch verliebt. Als sie erfuhr, dass er Zero ist und den Tod ihres Vaters zu verschulden hat, versuchte sie ihn, von Mao beeinflusst, zu töten. Doch er schaffte es, sie verbal zu überwältigen und sie mittels des Geass die Tatsache, dass er Zero ist, sowohl seine eigene Existenz vergessen zu lassen. Doch an diesen Befehl wurde sie ein Jahr später wieder erinnert. Sie will Lelouch unterstützen und trifft Rolo, der sie umbringt, nachdem sie Lelouch's Schwester Nunnally erwähnt hat.
Nina Einstein (ニーナ・アインシュタイン, Nīna Ainshutain)Eine geniale, schüchterne Studentin. Prinzessin Euphemia rettete sie, woraufhin sie die Prinzessin bewundert und sich einbildet, dass sie eine gemeinsame Verbindung erstellt hatten. Als diese dann den Befehl zu einem Massaker an allen gab, die sich Japaner nannten, war sie erschüttert. Zero tötete sie, als sie im Blutrausch war. Seitdem verfolgt Nina Zero um ihre Prinzessin zu rächen und ihren Namen wiederherzustellen. Später arbeitet sie als Wissenschaftlerin auf Seiten der Briten und entwickelt für diese eine Bombe auf Uranbasis namens FLEJA. Diese vernichtet zuerst den Großteil Tokyos, wodurch etwa 25 Millionen Menschen gestorben sind. Später entwickelt sie für Lelouch eine Verteidigung gegen die FLEJA.
Suzaku Kururugi (スザク 枢木, Suzaku Kururugi)Als Kind ermordete er seinen Vater, den Premierminister von Japan, in der Mitte des Unabhängigkeitskrieges und gab an seiner Stelle die Order zur Kapitulation. Diese Tat ließ seinen Egoismus, den Lelouch immer mit ihm verband, erheblich schrumpfen. Daher kommt auch seine Meinung zur Veränderung von innen. Durch einen Zufall traf er auf Prinzessin Euphemia und verliebte sich in sie. Als ihr gemeinsamer Plan mit der Japanischen Sonderverwaltungszone mit Euphemias Blutrausch und ihrem damit verbundenen Tod endete, änderte er seinen Plan. Seine letzten Ziele waren nun, der Knight of One zu werden, der mächtigste Ritter des Britannischen Reiches und Euphemias Tod zu rächen.

### Die Schwarzen Ritter
Die Armee von Zero, Lelouchs Alter Ego. Anfangs war sie nur sieben Mann stark, doch viele Splittergruppen und einzelne wichtige Charaktere schlossen sich ihr an. Die genaue Endzahl ist unbekannt, gerade durch den Anschluss der Millionen Helfer, die mit Zero ins Exil gingen. Durch viele Unterstützer, wie die Kyoto-Gruppe, Chinesische Föderation und Indien, Sowie später die Supranationale Föderation erhalten die Schwarzen Ritter eine Vielzahl an hervorragenden Knightmare Modellen. In Kombination mit Piloten, wie Kallen Kouzuki und Kyoushiro Todo und Lelouch als Anführer, macht sie zu einer gefährlichen Bedrohung für das Heilige Britannische Reich.
Kallen Kōzuki (紅月カレン, Kōzuki Karen) / Kallen Stadtfeld (カレン・シュタットフェルト, Karen Shutattoferuto)Tauchte schon in der ersten Episode auf. Sie war ein Mitglied der Widerstandsgruppe und die Fahrerin des Lasters, in dem sich C.C. befand. Sie ging wie Suzakus Einheit davon aus, dass es sich bei dem Inhalt des Behälters um Giftgas handle, mit dem man die Regionalregierung erpressen könne. Sie wurde später von Zero zu seiner persönlichen Leibwache ernannt. Kallen bewunderte Zero sehr, da er ihr und den restlichen Japanern Hoffnung gab, die britannische Herrschaft zu beenden. Sie verlor früh ihren großen Bruder und hasste ihre Mutter dafür, dass sie immer noch ihrem adeligen Erzeuger hinterher lief. Sie erkannte jedoch später, dass sie nur ihretwegen geblieben war. Für die Schaffung einer Zweitidentität in der Ashford Academy legte sie sich den Nachnamen ihres Erzeugers, Herzog Stadtfeld, an. Sie hat schon früh den Verdacht, dass Lelouch Zero ist, aber erst in „Zero“ erfährt sie die schockierende Wahrheit. Sie ist ein absolutes Fliegerass. Ihr Knightmare ist der Guren-MK II. Ihr Talent erkennt auch Lelouch sehr früh und nimmt anonym Kontakt mit ihr auf. Zero ruft sie mit dem Decknamen Q-1. "Q" für Queen, seine beste Figur.
Diethard Ried (ディートハルト・リート, Dītoharuto Rīto)Ursprünglich ein britannischer Journalist, welcher in Area 11 einen hohen Rang bei einem Fernsehsender bekam. Er war derjenige, der mit seinem Sender die Befreiungsaktion von Kururugi Suzaku filmte, der bezichtigt wurde, Prinz Clovis getötet zu haben. Hingerissen von der Vision eines Helden, der Wunder vollbringt, schloss er sich dem Orden der Schwarzen Ritter an und bekam den Posten als Zuständiger für Nachrichtenmanipulation. Doch diese Vision brachte ihn immer wieder zu eigenmächtigen Handlungen. In der zweiten Staffel schlägt er sich auf Prinz Schneizels Seite.
Kyoshiro Toudou (藤堂 鏡志朗, Tōdō Kyōshirou)Ist ein ehemaliger Oberstleutnant des Militärs. Nach Ausbruch des Krieges gewann er eine Schlacht gegen Britannia, was ihm den Namen "Das Wunder von Itsukushima" einbrachte. Er wird von Zero rekrutiert, nachdem die japanische Befreiungsfront zerstört wurde. Er spielt eine führende Rolle in der 1. und 2. Black-Rebellion. Nach Zeros Verschwinden, beim Angriff auf das Exterritoriale Gebiet Tokyo, übernimmt er das Kommando über die Streitkräfte. Kyousiro Toudou wird mit den anderen schwarzen Rittern gefangen genommen. Er ist ein sehr geschickter Knightmare-Pilot. Er ist Anführer der Vier Heiligen Schwerter, einer der besten Pilotengruppen Japans.
Rakshata Chawla (ラクシャータ チャウラー, Rakushāta Chaurā)Ingenieur und Entwickler. Rakshata ist die Chefentwicklerin der Schwarzen Ritter und kümmert sich um die Wartung und ständige Weiterentwicklung der Knightmares. Sie kommt aus der ehemaligen Republik Indien. Mit ihrem Team hat sie den Guren-MK II und den Shen Huo erschaffen. Die Entwicklung des Shinkirous kann sehr wahrscheinlich auch ihr zugeschrieben werden.

### Der Britannische Adel
Da Lelouch ebenfalls ein Sohn von Charles zi Britannia ist (war), sind die folgenden seine Familie.
Marianne vi Britannia (マリアンヌ・ヴィ・ブリタニア, Mariannu vi Buritania)
Lelouches Mutter, die bei einem Attentat ums Leben kam. Lelouch versucht herauszufinden, wer sie aus welchem Grund getötet hat und warum sein Vater nichts unternahm, um den Mord aufzuklären. Letztendlich konnte ihr Geist dennoch durch ein Geass in einer anderen Person überleben, was aber erst später bekannt wird. Sie ist die große Liebe von Charles und seine Verbündete im Kampf gegen die Welt.
Schneizel el Britannia (シュナイゼル・エル・ブリタニア, Shunaizeru eru Buritania)
Nach Charles Lelouchs' größter Feind, vor allem in der zweiten Staffel der Serie. Ein sehr kluger und gerissener Widersacher, der bisher keine Schachpartie gegen Lelouch verloren hat. Tritt nach dem Verschwinden von Charles zi Britannia, dem Kaiser, an dessen Stelle. Als Charles den Krieg um Japan als unwichtig bezeichnet, startet dieser einen Staatsstreich, was schließlich im Benutzen von Damocles gipfelt. Er wusste auch vom Geass als auch von Zeros wahrer Identität. Diese Information nutzte er geschickt, um Zeros Armee zu manipulieren, seinen jüngeren Bruder auszuhändigen. Am Ende der zweiten Staffel wird er von Lelouchs Geass versklavt, woraufhin er von nun an Zero diente.
Cornelia li Britannia (コーネリア・リ・ブリタニア, Kōneria ri Buritania)
Die zweite Prinzessin von Britannia und Lelouchs Halbschwester. Sie ist eine begabte Knightmare Pilotin und hat Area 18 kurz vor ihrer Ankunft in Area 11 komplett erobert. In der ersten Staffel hat Cornelia eine weit wichtigere Rolle als in der zweiten. Auch ist sie in der 1. Staffel eine Gegnerin Zeros, in der zweiten allerdings eher neutral, auch wenn sie zu ihrem Bruder Schneizel hält.
Charles zi Britannia (シャルル・ジ・ブリタニア, Sharuru ji Buritania)
Der 98te Kaiser des Heiligen Britannischen Reiches und Vater von Lelouch. Er ist der Zwillingsbruder von V.V., ist jedoch im Gegensatz zu V.V. in der ersten Staffel nicht unsterblich. Erst in der zweiten Staffel ermordet er seinen Zwillingsbruder um dessen Unsterblichkeit zu erlangen. Er ist außerdem Lelouchs eigentlicher Feind, gegen ihn richtet sich Lelouchs ganzer Hass. Sein Geass ermöglicht es ihm die Erinnerungen von Menschen zu manipulieren, indem er ihnen in die Augen sieht. Er wendet dies auch bei Lelouch an, wodurch dieser seine Schwester Nunnally vergisst und denkt Rolo wäre sein Bruder. Allerdings verliert Charles die Fähigkeit Erinnerungen zu manipulieren, als er V.V.s Unsterblichkeit erhält.
Clovis la Britannia (クロヴィス・ラ・ブリタニア, Kurovisu ra Buritania)
Er ist der dritte Prinz des Britannischen Imperiums und Lelouchs älterer Halbbruder. Seine Beziehung zu Lelouchs Familie, bevor Lelouch und Nunnally nach Japan geschickt wurden, war sehr gut. Er hatte nur einen kurzen Auftritt in den ersten Folgen der ersten Staffel, da er Lelouchs erstes Opfer wird und noch während der ersten Schlacht von Lelouch erschossen wird.
Euphemia li Britannia (ユーフェミア・リ・ブリタニア, Yūfemia ri Buritania)
Euphemia ist die dritte Prinzessin des Britannischen Reiches und Lelouchs Halbschwester. Sie hat Suzaku Kururugi als ihren Ritter ausgewählt und hat auch eine enge, leicht romantische Beziehung zu ihm. Sie ist eine der ersten, die erfährt, dass Lelouch noch lebt und die erste, die weiß, dass Lelouch Zero ist. Sie plante Japan wieder unabhängig zu machen, als Lelouch die Kontrolle über sein Geass verliert und ihr somit unbeabsichtigt den Befehl erteilt alle Japaner zu töten. Da sie sich diesem Befehl nicht widersetzen kann, wird sie zur Mörder-Prinzessin. Sie stirbt in der ersten Staffel durch Lelouchs Hand.
V.V. (ヴイ・ツー, Vui Tsū)
Ein mysteriöser Junge, den Anfangs keiner versteht. Er ist der Zwillingsbruder von Charles, allerdings altert V.V. im Gegensatz zu Charles nicht mehr, da er durch einen Vertrag mit einem früheren Geass Besitzer unsterblich wurde. Er hat Rolo, Charles und Jeremiah Gottwald ihr Geass gegeben. Er wird in der zweiten Staffel von seinem Bruder Charles ermordet, weil dieser V.V.s "Code" will. Außerdem aus Rache, weil V.V. der Mörder von Marianne ist.

### Sonstige Figuren
Mao (マオ)Er ist ein Waisenkind, das von C.C. aufgezogen wurde. Er bekam außerdem von ihr das Geass, Gedanken zu lesen. Als er die Kontrolle über sein Geass verlor, verlor er mit der Zeit auch seinen Verstand, da er von dem Augenblick an permanent alle Gedanken der Menschen um ihn herum hören musste. Die einzige Person, dessen Gedanken er nicht lesen konnte, war C.C., weswegen er sich auch zwanghaft zu ihr hingezogen fühlte. Obwohl er Gedanken lesen konnte, wurde er von Lelouch durch Taktiken besiegt. Am Ende wird er von C.C. erschossen, um ihn von seinen Leiden zu erlösen.

## Entstehung und Veröffentlichungen

### Code Geass: Lelouch of the Rebellion
Die 25 Episoden der ersten Staffel entstanden im Animationsstudio Sunrise, unter der Regie Gorō Taniguchi, der zuvor bereits bei Planetes und s-CRY-ed als Regisseur fungiert hatte. Das Drehbuch schrieb Ichiro Okōchi. Das Charakterdesign wurde von Clamp übernommen. Die amerikanische Fastfoodkette Pizza Hut sponserte die Serie, weswegen sie mit Produktplatzierung in vielen Episoden vertreten ist.
Die Erstausstrahlung des Animes im japanischen Fernsehen fand vom 5. Oktober 2006 bis zum 29. März 2007 auf dem Sender MBS statt (Folgen 1 bis 23, plus zwei Zusammenfassungen der bisherigen Geschehnisse nach Folge 8 und 17), die Ausstrahlung der finalen Folgen 24 und 25 erfolgte am 28. Juli 2007. Anschließend veröffentlichte man die Serie erfolgreich auf neun DVDs, wobei auch neun Picture Dramas enthalten waren, kurze Bildfolgen von je rund fünf Minuten Länge, die zusätzliche Informationen um das Geschehen u. a. in der Ashford Academy bereithalten. Die jeweiligen DVDs platzierten sich meist auf dem ersten Platz der wöchentlichen Anime-DVD-Charts in Japan.

### Code Geass: Lelouch of the Rebellion R2
Seit dem 6. April 2008 wurde die erste Staffel durch Code Geass – Hangyaku no Lelouch R2 fortgesetzt und es wurden bis zum 28. September 2008 wöchentlich insgesamt 25 Folgen ausgestrahlt, die auf den Sendern MBS und TBS gleichzeitig ihr Debüt gaben. Diese setzen die Handlung ein Jahr nach den Geschehnissen der ersten Staffel fort. Am 15. April 2008 wurden versehentlich die letzten sechs Minuten der dritten Folge von Staffel 2 auf den Online-Dienst von Namco Bandai Games hochgeladen. Die Ausstrahlung der 9. Folge wurde dadurch um eine Woche nach hinten verschoben und am 1. Juni wurde stattdessen eine Spielshow mit verschiedenen Sprechern der einzelnen Figuren ausgestrahlt. Mutmaßlicher Grund hierfür ist die Rücksichtnahme auf die Erdbebenopfer von Sichuan, da sich die Handlung von R2 ab Folge 9 nach China verlagerte. Im deutschen Raum ist diese Staffel unter dem Namen Code Geass: Lelouch of the Rebellion R2 bekannt.

### Code Geass Hangyaku no Lelouch: Nunnally in Wonderland
Eine Spin-off-OVA namens Code Geass Hangyaku no Lelouch: Nunnally in Wonderland (コードギアス 反逆のルルーシュ ナナリーinワンダーランド) wurde am 27. Juli 2012 veröffentlicht. Regie führte Makoto Baba. Die Handlung basiert auf Alice im Wunderland.

### Code Geass: Akito the Exiled
Von 2012 bis 2016 erschien die Fortsetzung Code Geass: Bōkoku no Akito (コードギアス 亡国のアキト) als fünfteilige OVA unter der Regie von Kazuki Akane. In Deutschland erscheint diese unter dem Titel Code Geass: Akito the Exiled.

### Veröffentlichung in Deutschland
Das Anime-Label Kazé Deutschland veröffentlichte die komplette erste und zweite Staffel in insgesamt 6 DVD-Boxen in Deutschland, Österreich & die Schweiz, davon erschien die erste Collector-Box am 27. November 2009. Für die Synchronisation ist das Studio VSI Synchron GmbH in Berlin verantwortlich.
Die ersten beiden Folgen der OVA-Reihe erschienen am 28. August 2015 bei Kazé.

### Synchronisation
Das in Berlin ansässige Synchronstudio VSI Berlin GmbH war für die deutsche Synchronfassung verantwortlich.
| Rolle                                     | Japanischer Sprecher (Seiyū) | Deutscher Sprecher        |
| ----------------------------------------- | ---------------------------- | ------------------------- |
| Lelouch Lamperouge/Lelouch vi Britannia   | Jun Fukuyama                 | Nico Sablik               |
| Suzaku Kururugi                           | Takahiro Sakurai             | Konrad Bösherz            |
| C.C.                                      | Yukana Nogami                | Antje von der Ahe         |
| Kallen Kozuki/Stadtfeld                   | Ami Koshimizu                | Julia Ziffer              |
| Milly Ashford                             | Sayaka Ohara                 | Ursula Hugo               |
| Shirley Fenette                           | Fumiko Orikasa               | Maria Koschny             |
| Rivalz Cardemonde                         | Noriaki Sugiyami             | Sebastian Schulz          |
| Nunnally Lamperouge/Nunnally vi Britannia | Kaori Nazuka                 | Julia Stoepel             |
| Rolo Lamperouge                           | Takahiro Mizushima           | David Turba               |
| Gino Weinberg                             | Sōichirō Hoshi               | Dennis Schmidt-Foß        |
| Anya Alstreim                             | Yūko Gotō                    | Sarah Riedel              |
| Kaname Ougi                               | Mitsuagi Madono              | Markus Pfeiffer           |
| Jeremiah Gottwald                         | Ken Narita                   | Marcus Off                |
| Villetta Nu                               | Akeno Watanabe               | Katrin Zimmermann         |
| Alicia Lohmeyer                           | Akeno Watanabe               | Sabine Jaeger             |
| Lloyd Asplund                             | Tetsu Shiratori              | Stefan Staudinger         |
| Cecile Croomy                             | Kikuko Inoue                 | Marie Bierstedt           |
| Kyoshiro Toudou                           | Yūji Takada                  | Jaron Löwenberg           |
| Nina Einstein                             | Saeko Chiba                  | Manja Doering             |
| Nagisa Chiba                              | Saeko Chiba                  | Manja Doering             |
| Rakshata Chawla                           | Masayo Kurata                | Silvia Mißbach            |
| Diethard Ried                             | Jōji Nakata                  | Peter Reinhardt           |
| Charles zi Britannia                      | Norio Wakamoto               | Oliver Stritzel           |
| Marianne vi Britannia                     | Asako Dodo                   | Liane Rudolph             |
| Schneizel el Britannia                    | Norihiro Inoue               | Sebastian Christoph Jacob |
| Cornelia li Britannia                     | Junko Minagawa               | Marina Krogull            |
| Clovis el Britannia                       | Nobuo Tobita                 | Frank Röth                |
| Euphemia li Britannia                     | Omi Minami                   | Jill Schulz               |
| Odysseus eu Britannia                     | Jin Yamanoi                  | Jan Kurbjuweit            |
| Kaguya Sumeragi                           | Mika Kanai                   | Marie-Luise Schramm       |
| V.V.                                      | Kazato Tomizawa              | Marie-Luise Schramm       |
| Andreas Darlton                           | Kiyoyuki Yanada              | Axel Lutter               |
| Bartley Aspirus                           | Katsuhisa Houki              | Stefan Gossler            |
| Sayoko Shinozaki                          | Satomi Arai                  | Heike Beeck               |
| Yoshitaka Minami                          | Yasuyuki Kase                | Andreas Hosang            |
| Shinichiro Tamaki                         | Kazunari Tanaka              | Michael Baral             |
| Ryouga Senba                              | Yu Shimaka                   | Gerald Paradies           |
| Shougo Asahina                            | Atsushi Kisaichi             | Kim Hasper                |
| Taizou Kirihara                           | Shinpachi Tsuji              | Manfred Petersen          |
| Ayame Futaba                              | Fumiko Orikasa               | Nadine Leopold            |
| Kaiserin Tianzi                           | Tamaki Matsumoto             | Josefin Hagen             |
| Zhou Xianglin                             | Sayaka Ohara                 | Judith Hoersch            |
| Luciano Bradley                           | Atsushi Kisaichi             | Gerald Schaale            |
| Bismarck Waldstein                        | Sōmei Uchida                 | Tilo Schmitz              |
| Kanon Maldini                             | Kōzō Mito                    | Karlo Hackenberger        |

## Adaptionen

### Manga
Die Mangaka Majiko! setzt die Geschichte auch als Manga-Serie um. Seit 2006 erscheint diese in Einzelkapiteln monatlich im Manga-Magazin Asuka. Der Kadokawa-Shoten-Verlag bringt diese Einzelkapitel auch in Sammelbänden heraus. Der Manga ist in acht Bänden abgeschlossen. Eine englische Übersetzung erscheint bei Bandai Entertainment.
Seit 2008 erscheint im Magazin Kerokero Ace ein zweiter Manga mit dem Titel Code Geass: Hankō no Suzaku (コードギアス 反攻のスザク) von Atsuro Yomino, bisher auch in zwei Bänden erschienen. Die englische Übersetzung besorgt ebenfalls Bandai,  Seit Juli 2007 erschien außerdem das Spin-off Code Geass: Nightmare of Nunnally von Tomomasa Takuma. Erschienen in 5 Bänden.
Außerdem erschien A Record of the Strange Tales of the Bakumatsu Era: Code Geass von Ichirō Ōkouchi im Magazin Kerokero Ace und in zwei Sammelbänden.

### Light Novel
Ab 2007 erschienen in Japan zwei Light-Novel-Reihen zu Code Geass, die zuerst im Magazin The Sneaker bei Kadokawa Shoten erschienen. Die erste Reihe, Code Geass: Hangyaku no Lelouch, umfasst fünf Bände. Die zweite Reihe wurde im Juni 2008 begonnen. Der Einzelband Code Geass: Red Tracks erschien im April 2008 in Japan.

### Videospiele
Zur Serie wurde eine Reihe von Videospielen veröffentlicht. Das erste Spiel – ein Rollenspiel – erschien am 25. Oktober 2007 für den Nintendo DS, darauf folgte am 27. März 2008 ein japanisches Adventure namens Code Geass – Hangyaku no Lelouch: Lost Colors für PlayStation Portable und PlayStation 2. Zur zweiten Staffel erschien am 7. August 2008 ein weiteres Adventure, diesmal wieder für den Nintendo DS, namens Code Geass – Hangyaku no Lelouch R2: Banshō no Geass Gekijō (コードギアス 反逆のルルーシュR2 盤上のギアス劇場).

## Rezeption
Der Anime gehört zu den Serien, denen teils ein fragwürdiger Umgang mit dem japanischen Nationalbewusstsein vorgeworfen wird. Die Serie reiht sich damit in die Cool-Japan-Bewegung ein, die ein positiveres Bild von Japan vermitteln will.